# Nyamoko
Nyamoko è una circoscrizione mista (rural ward) della Tanzania situata nel distretto di Serengeti, regione del Mara. Conta una popolazione di 19 723 abitanti (censimento 2012).